# Léopold Lafleurance
Léopold Jean Baptiste Lafleurance (Bordeaux, 17 april 1865 - Saulxier, 4 augustus 1953) was een Frans fluitist en muziekpedagoog.
Lafleurance startte op 12-jarige leeftijd met het vak piano aan het Conservatoire de Paris en kreeg privélessen op de fluit van Paul Taffanel. Vanaf zijn 13e speelde hij naast zijn oom als fluitist in het orkest van de Société des Concerts, en daarna ook in andere orkesten. Vanaf 1888 speelde hij als invaller en vanaf 1891 als vast orkestlid van de Parijse Opera als piccolist. Hij ging in 1947 op de leeftijd van 81 jaar met pensioen. Van 1914 tot 1919 was hij docent aan het Conservatorium van Parijs. Tot zijn leerlingen behoorden onder anderen Joseph Rampal en René Le Roy.
- Bibliothèque nationale de France: cb148184966 (data)
- International Standard Name Identifier: 0000 0000 2674 1588
- Library of Congress Control Number: n88037502
- Base Léonore: 19800035/21/2633
- MusicBrainz: 2dd6b09f-b301-43e7-9ce1-b4a6aa5d5b63
- Nationale Bibliotheek van Israël: 987007286184205171
- Nederlandse Thesaurus van Auteursnamen: 134815653
- Virtual International Authority File: 35995540
- WorldCat: E39PBJmDmxpvBx4YGF47kGcHG3